# 哈特尔普尔联足球俱乐部
哈特普爾聯足球會（英語：Hartlepool United F.C.，发音为/ˈhɑrtliˌpul, ˈhɑrtl- ˈyuˈnaɪtɪd/）是位於英格蘭東北部瀕臨北海的港口城市哈特爾浦（Hartlepool）的足球會，於2012/13年球季由英格蘭甲級聯賽降班到英格蘭足球乙級聯賽作賽。現於英格蘭足球全國聯賽作賽。

## 大事紀年
| 年 份   | 事 項 |
| ------- | --- |
| 1908-09 | 參加東北部聯賽（North Eastern League）                                                                       |
| 1921-22 | 足球聯盟北區丙組聯賽創始成員                                                                                 |
| 1956-57 | 北區丙組聯賽亞軍                                                                                             |
| 1958-59 | 聯賽重組被置於丁組聯賽                                                                                       |
| 1967-68 | 丁組聯賽排第三位，升級丙組                                                                                   |
| 1968    | 更名為哈特普爾                                                                                               |
| 1969    | 丙組聯賽排第廿二位，降級丁組                                                                                 |
| 1977    | 將名字改回哈特普爾聯                                                                                         |
| 1990-91 | 丁組聯賽排第三位，升級丙組                                                                                   |
| 1992-93 | 超聯成立，丙組改組為乙組〈III〉                                                                              |
| 1994    | 乙組〈III〉聯賽排第廿三位，降級丙組〈IV〉                                                                    |
| 1999-00 | 丙組〈IV〉聯賽排第七位，附加賽準決賽兩回合累計0-3負於                                                        |
| 2000-01 | 丙組〈IV〉聯賽排第四位，附加賽準決賽兩回合累計1-5負於黑池                                                    |
| 2001-02 | 丙組〈IV〉聯賽排第七位，附加賽準決賽兩回合累計2-2，十二碼4-5負於                                             |
| 2002-03 | 丙組〈IV〉聯賽亞軍，升級乙組〈III〉                                                                          |
| 2003-04 | 乙組〈III〉聯賽排第六位，附加賽準決賽兩回合累計2-3負於                                                       |
| 2004-05 | 乙組〈III〉更名「英甲聯賽」。英甲聯賽排第六位，附加賽準決賽兩回合累計2-2，十二碼6-5擊敗，千禧球場決賽2-4負於 |
| 2005-06 | 英甲聯賽排第廿一位，降級英乙聯賽                                                                             |
| 2006-07 | 英乙聯賽排第二位，直接升級英甲聯賽                                                                           |
| 2012-13 | 英甲聯賽排第廿三位，降級英乙聯賽                                                                             |

## 近況
參見2015年至2016年英格蘭足球乙級聯賽
- 2015年6月2日，東尼·佳格（Tony Caig）從卡素爾來投加入教練團，代替年初離隊的史堤芬·皮亞士（Stephen Pears）出任守門員教練[1]。
- 2016年2月10日，最近4戰不勝，球隊位處第22位，去季領導球隊成功保級的領隊 罗尼·摩尔（Ronnie Moore）被辭退[2]。
- 2016年2月11日，聘請前米杜士堡助理領隊克拉格·海格奈特（Craig Hignett）接任領隊[3]。

### 盃賽成績
| 圈數             | 日期           | 主／客   | 對賽球隊 | 紀錄                                      |
| 聯 賽 盃         | 聯 賽 盃       | 聯 賽 盃 | 聯 賽 盃 | 聯 賽 盃                                  |
| ---------------- | -------------- | -------- | -------- | ----------------------------------------- |
| 第一圈           | 2015年8月11日  | 客       | 費列活特 | 勝1-0（页面存档备份，存于）               |
| 第二圈           | 2015年8月25日  | 主       |          | 負0-4（页面存档备份，存于）               |
| 聯 賽 錦 標      |                |          |          |                                           |
| 第一圈（北區東） | 2015年9月1日   | 主       |          | 負1-1（页面存档备份，存于） （十二碼3-4） |
| 足 總 盃         |                |          |          |                                           |
| 第一圈           | 2015年11月7日  | 主       | 車頓咸   | 勝1-0（页面存档备份，存于）               |
| 第二圈           | 2015年12月4日  | 客       | 沙福特城 | 和1-1（页面存档备份，存于）               |
| 第二圈（重賽）   | 2015年12月15日 | 主       | 沙福特城 | 勝2-0（页面存档备份，存于）               |
| 第三圈           | 2016年1月9日   | 主       |          | 負1-2（页面存档备份，存于）               |

## 主場球場

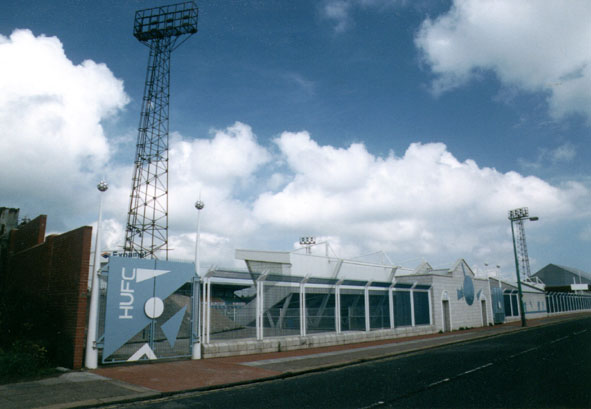
維多利亞公園球場

維多利亞公園（Victoria Park）是位於英格蘭東北部達勒姆郡的港口城市哈特爾浦的足球運動場，為哈特普爾聯足球會的主場球場，可容7,856名觀眾。
草坪四邊分別為可容1,775人的｢城鎮階梯看台｣（Town End Terrace）、1,617個坐席及1,832個階梯席的｢利華麥斯看台｣（Niramax Stand）、可容1,599人的｢施利‧紐魯斯看台｣ （Cyril Knowles Stand） 和可容1,033人的｢連克看台｣（Rink End） 。
｢城鎮階梯看台｣是位於草坪南面球門後方的階梯立席看台，通常是最聲勢浩大的主場死硬球迷的位置；前稱｢磨坊看台｣（Millhouse Stand）的｢利華麥斯看台｣位於草坪西面，為設有階梯立席圍欄的全坐席看台；紀念早逝前領隊的｢施利‧紐魯斯看台｣是位於草坪東面現代化的全坐席看台；位於草坪北面的｢連克看台｣亦是全坐席看台，主要供作客球迷入座，但看台有支柱會遮擋部份座位的視野。

## 外部連結
- 官方網站（页面存档备份，存于）（英文）